# Dusona brachiator
Dusona brachiator är en stekelart som först beskrevs av Thomas Say 1835.  Dusona brachiator ingår i släktet Dusona och familjen brokparasitsteklar. Inga underarter finns listade i Catalogue of Life.